# Viggo Forchhammer
Viggo Forchhammer (født 25. november 1876 på Herlufsholm, død 7. oktober 1967 i København) var en dansk sangpædagog, lektor og forfatter.
Forchhammer var søn af dr.phil. Johannes Forchhammer, rektor i Aalborg, senere ved Herlufsholm. Han var bror til Johannes, Ejnar, Georg, Henni, Holger, Jørgen, Olaf og Herluf Forchhammer.
Han var fader til skuespiller og teaterdirektør Bjarne Forchhammer (1903-1970) og til dr.phil., forstander Egil Forchhammer (1906-1978).